# Wskaźnik racjonalizacji
Wskaźnik racjonalizacji – określa skalę wprowadzonych usprawnień poprawiających efektywne wykorzystanie zasobów niezbędnych do prawidłowego funkcjonowania procesów. Wskaźnik racjonalizacji może obejmować wszystkie kluczowe procesy przedsiębiorstw produkcyjnych, usługowych, finansowych czy jednostek administracji publicznej. Wskaźnik racjonalizacji można wyrazić różnymi wartościami, np.:
- ilości wprowadzonych usprawnień – określa aktywność w procesie ulepszeń, ale nie uwzględnia ważności usprawnień i ich wpływu na poprawę procesu. Jest to forma liczenia najprostsza, ale niedająca obiektywnego obrazu skali racjonalizacji. W takiej formie liczenia często jest nazywany wskaźnikiem Kaizen (ilości wdrażanych pomysłów).
- procentową wartość zredukowanych norm – określa na podstawie danych normatywnych (czasów, wydajności itd.) skalę wprowadzonych usprawnień. Jest to forma liczenia znacznie trudniejsza od poprzedniej, ale prawidłowo zastosowana daje obiektywny obraz skali racjonalizacji.

Wskaźnik racjonalizacji może występować równolegle w obu ww. formach liczenia. Takie rozwiązanie daje najbardziej obiektywny obraz rzeczywistej efektywności procesów ulepszających. Można go zastosować w procesach ulepszeń zgodnych z zasadami Kaizen, jak i torii ograniczeń (TOC). Obliczanie wskaźnika racjonalizacji według wartości procentowej wymaga posiadania norm określających zakładaną czasochłonność lub wydajność zaangażowanych zasobów w realizację głównych zadań.
Najbardziej obiektywnym i przejrzystym sposobem liczenia wskaźnika racjonalizacji jest wyliczenie wielkości procentowej redukcji norm w porównaniu do:
- okresu poprzedzającego (miesiąc do miesiąca poprzedniego) lub
- pierwszego okresu z początku roku lub
- początkowych danych normatywnych.

Dodatkowo wskaźnik racjonalizacji musi być obliczany na zasadzie ważonego udziału realizowanych zadań (np. norm czasowych przypisanych do konkretnego wytwarzanego wyrobu lub realizowanej usługi) w danym okresie (np. w ciągu miesiąca).
W efekcie końcowym można opracować procentowy wskaźnik racjonalizacji przedstawiający rzeczywisty poziom optymalizacji procesów (redukcji czasochłonności wytwarzania). Wskaźnik taki podaje na przykład o ile procent zredukowano czasochłonność wytwarzania produktów, realizacji usług czy wykonywania zadań.
Wskaźnik ten musi być wdrażany i stosowany równolegle ze wskaźnikami przedstawiającymi efektywność pracowników, maszyn i całych obszarów, np:
- efektywność czasu pracy
- produktywność
- wydajność
- OEE

Przy wdrażaniu wskaźnika racjonalizacji bardzo istotnym jest podkreślenie faktu, że jego poprawa powoduje pogorszenie ww. wskaźników efektywności, np.:
- jeżeli wskaźnik racjonalizacji ulegnie poprawie to wskaźniki efektywności i wydajności w tym samym momencie ulegną obniżeniu.
- natomiast jeżeli w wyniku usprawnień zostanie obniżona czasochłonność realizacji zadań, ale nie zostanie ona uwzględniona w normach czasowych to wskaźnik racjonalizacji nie ulegnie zmianie a wskaźniki efektywności wzrosną.

W sytuacji braku wskaźnika racjonalizacji lub braku jego poprawy mimo wdrażanych usprawnień powstaje zagrożenie przekłamania danych finansowych służących do rozliczania kosztów bezpośrednich czy w dalszej konsekwencji przyjmowania marży sprzedażowych w odniesieniu do nie prawidłowych kosztów (zbyt wysokich) wytwarzania. Dodatkowo brak prawidłowo funkcjonującego wskaźnika racjonalizacji może hamować proces systematycznej poprawy wskaźników efektywności i wydajności.
Wskaźnik racjonalizacji i wskaźniki efektywności z perspektywy zarządzania przez cele są ze sobą sprzeczne, czyli działają na siebie przeciwstawnie. Dlatego powinny być stosowane równolegle na podobnym poziomie ważności. Wskaźnik racjonalizacji powinien być traktowany jako kluczowy (KPI) w każdym przedsiębiorstwie czy jednostce administracyjnej.
W systemie zarządzania przez cele osoby odpowiedzialne za produktywność lub wydajność powinny mieć również dodany do celów wskaźnik racjonalizacji. Jeżeli wskaźnik racjonalizacji nie będzie uwzględniony w celach kluczowych osób powstanie wysokie ryzyko nieprawidłowego lub nie pełnego funkcjonowania procesu ulepszeń.